# Круглоголовая молот-рыба
Круглоголовая молот-рыба (лат. Sphyrna corona) — один из видов рода акул-молотов (Sphyrna), семейство молотоголовых акул (Sphyrnidae).
Круглоголовая молот-рыба является редким малоизвестным видом. Она обитает в тропических и субтропических водах восточной части Тихого океана от Мексики до Перу и, возможно, на севере Калифорнийского залива. Предпочитает держаться у берега на мягких грунтах на глубине до 100 м, а также заходит в мангровые заросли и эстуарии рек.
Это самый мелкий вид акул-молотов размером до 92 см. Голова в форме молота умеренно широкая (24—29 % от общей длины). Передний край морды широко изогнут, с мелкими латеральными и медиальными выемками. Рот маленький и сильно изогнут. Анальный плавник длинный и с почти прямым каудальным краем. Окрас серый, брюхо бело, маркировка плавников отсутствует. От похожей панамо-карибской молот-рыбы (Sphyrna media) её отличает укороченная морда, широкий рот и сильно вогнутый край анального плавника.
Подобно прочим представителям рода акул-молотов, круглоголовая молот-рыба является живородящими; развивающиеся эмбрионы получают питание посредством плацентарной связи с матерью, образованной опустевшим желточным мешком.
В помёте, вероятно, 2 новорождённых длиной около 23 см. Был пойман самец-подросток размером 51 см. В целом половая зрелость наступает при достижении длины 67 см. Эти акулы могут быть объектом местного прибрежного рыболовства, но данные о промысле отсутствуют. Круглоголовые молот-рыбы питаются ракообразными, моллюсками, головоногими, иглокожими и костистыми рыбами.
Международный союз охраны природы присвоил этому виду охранный статус «Близкий к уязвимому положению».